# Obléhání Černihivu
Bitva o Černihiv, známá též jako obléhání Černihivu, byla vojenským střetnutím mezi Ruskem a Ukrajinou jako součást Kyjevské ofenzívy během ruské invaze na Ukrajinu. Začala 24. února 2022, kdy ruská armáda zaútočila na město Černihiv. Elitní ukrajinská 1. tanková brigáda s pomocí dobrovolníků a jednotek teritoriální obrany po těžkých bojích město proti přesile ubránila, nedokázala však zabránit jeho odříznutí a zhruba tři týdny trvající blokádě.
Přestože Černihiv čelil rozsáhlému bombardování a složitým podmínkám pro civilní obyvatelstvo, obránci dokázali po celou dobu vázat značné množství ruských jednotek, které nemohly být využity v klíčové bitvě o Kyjev. Po rozsáhlém protiútoku byla 1. dubna blokáda prolomena a do 4. dubna 2022 ukrajinská armáda vytlačila Rusy z celé Černihivské oblasti.
Černihivu byl následně za obranu proti ruským jednotkám, do níž se zapojilo až 20 tisíc místních obyvatel, udělen čestný titul Město-hrdina Ukrajiny.

## Pozadí
Město Černihiv bylo před válkou se svými zhruba 280 tisíci obyvateli jedním z nejvýznamnějších měst na severovýchodě Ukrajiny. Leží zhruba 150 km severně od Kyjeva na křižovatce železničních tratí a dálnici M-01, která je součástí mezinárodní silnice E-95 z Petrohradu do Oděsy. Černihiv tak tvořil zásadní překážku pro ruské síly v postupu na ukrajinské hlavní město.

## Bitva

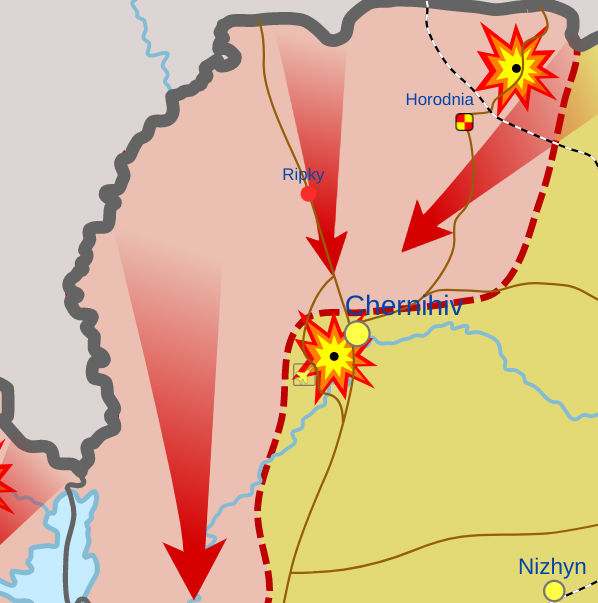
Vojenská situace u Černihivu

V časných ranních hodinách 24. února ruské síly překročily bělorusko-ukrajinskou hranici a postupovaly jižním směrem. Ačkoli měli Rusové v daném směru obrovskou početní převahu dosahující až 15:1, narazili severně od Černihivu v okolí dálnice M-01 na ukrajinský odpor. Dle ukrajinské strany obránci s podporou dělostřelectva dokázali zničit dvě nerozptýlené postupující ruské kolony tanků a obrněných vozidel.
Ukrajinci při obraně využili pro útok nevhodného, po zimě tajícího a rozbláceného terénu a malé iniciativy ruských velitelů, kteří se drželi asfaltových cest, kde se museli potýkat s ukrajinskými přepady a zaminovanými křižovatkami a mosty.
Rusové Černihiv následně obešli, ovšem Ukrajinci aktivní obranou získali podobně jako při protiútoku v bitvě o letiště Hostomel západně od Kyjeva důležitý čas na přípravu obrany a přísun posil na obranu hlavního města. Zároveň se mezitím do obrany Černihivu podařilo zapojit ukrajinské dobrovolníky. Část ruských jednotek se navíc již počátku potýkala se slabou morálkou. V prvních hodinách invaze se celá průzkumná četa ruské 74. gardové motorstřelecké brigády Ukrajincům u Černihivu vzdala s tím, že její příslušníci nevěděli, že sem byli posláni zabíjet.

## Obléhání
25. února ruské ministerstvo obrany oznámilo, že ruští vojáci obklíčili Černihiv a zahájili obléhání města, ačkoli k účinnému obklíčení města došlo až na počátku března. 1. března Ukrajinci hlásili údajné zapojení běloruské armády, vyvrácené zástupci amerického ministerstva obrany. Tvrdé boje probíhaly zejména o Ukrajinci kontrolované vyvýšeniny severovýchodně od Černihivu a u obce Lukašivka jihovýchodně od města.
29. března Rusové po neúspěšné snaze dobýt Kyjev a pod tlakem ukrajinského protiútoku oznámili, že "drasticky omezí aktivitu v oblasti", což fakticky znamenalo jejich postupný ústup k běloruským hranicím, který skončil do 4. dubna.
Černihiv byl opakovaně terčem rozsáhlého ruského bombardování včetně zakázané kazetové munice. Podle starosty Vladyslava Atrošenka se Rusové nejprve snažili zasahovat vojenské cíle, ale poté změnili taktiku a cílem se staly kromě centra města i nemocnice, kino, školy či rezidenční oblasti. 3. března při jednom z největších náletů celé války Rusové dle mezinárodních vyšetřovatelů použili půltunové bomby FAB-500, které si vyžádaly 47 obětí.

## Následky
Z Černihivu před ruským útokem uprchlo více než 200 tisíc obyvatel, tedy většina předválečné populace města. Po osvobození oblasti ukrajinskou armádou se obyvatelé začali vracet a v květnu 2023 dle mobilních operátorů ve město žilo již 240 tisíc obyvatel.
Celkový počet civilních obětí ruského bombardování dle starosty Atrošenka dosáhla zhruba 700, další výrazné ztráty na životech však údajně byly spojeny například s nedostatečnou lékařskou péči a nedostatkem potravin nebo léků. Dle ukrajinské strany se obětí ruského teroru staly okupované obce v blízkosti Černihivu.